# Kel-Tec SU-16半自动步枪
SU-16是一种半自动卡宾枪，由美國Kel-Tec公司研製及生產。其名稱中的“SU”為“運動用途步枪”（Sport Utility rifles）的縮寫。由於可以折成两部分以方便携带，該槍顯得十分紧凑。其枪托、机匣和护木都是由高强度的工程塑料铸造，只有枪管和枪機是金属件。

## 设计和制造
目前SU-16只有5.56×45mm NATO一種口径，它使用AR-15系列的STANAG彈匣供彈。SU-16枪管是1：9英寸（230 mm）的膛線。該槍的设计糅合了几种步槍，其闭锁机构像M16（多突耳閉鎖），槍栓組件和導氣系統取自AK的长行程活塞。由于它採用類似於AK的设计，使得它像AK一样容易保養和清理。与M16相比，这种设计使得SU-16可以从中间拆开，以及减少機匣内积碳（M16的直接导气系统因為火藥氣進入機匣容易积碳）。其拉机柄固定在枪機組上，像AK般随着枪栓覆進，所以也可作复进助推器使用。所有型號的SU-16都在机匣顶部整合有皮卡汀尼導軌。该系列除了短“D”型以外，其他型号的护木都可以从中拆开，並充當两脚架。SU-16最特别的地方在於能夠在取出一根插栓後将槍械折疊為两部分。此枪像AK一样，一般分解不需要額外的工具便可完成。枪機组和机匣组成了該槍的主要部分。尽管SU-16的设计相當简单，但它有一个明显的设计缺点，就是枪膛和枪管后膛从机匣后方不方便清理，因为机匣的后部是封閉的。与AR-15相比，槍膛的維護工作顯得相对繁琐，麻煩。AR-15的机匣尾部是開放設計，通条可以由後方進出。
某些用戶建议将SU-16原有的插銷换成在五金店常见的大型固定栓，因为原来的比较容易丢失，而新的固定栓自帶拉環，不易丟失。

## 衍生型

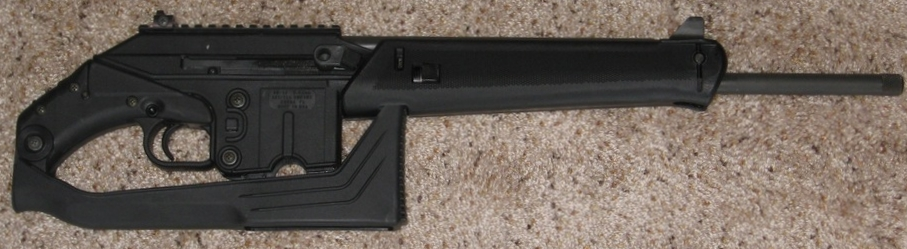
折叠着枪托的SU-16C

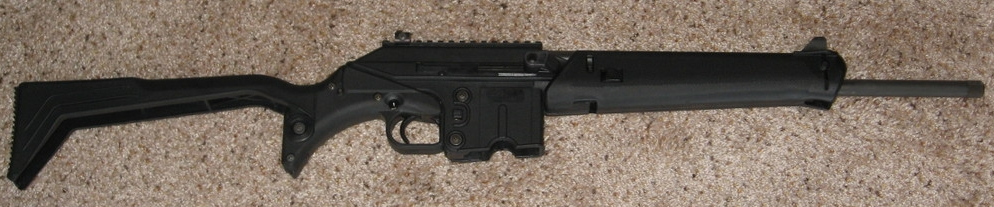
展开枪托的SU-16C

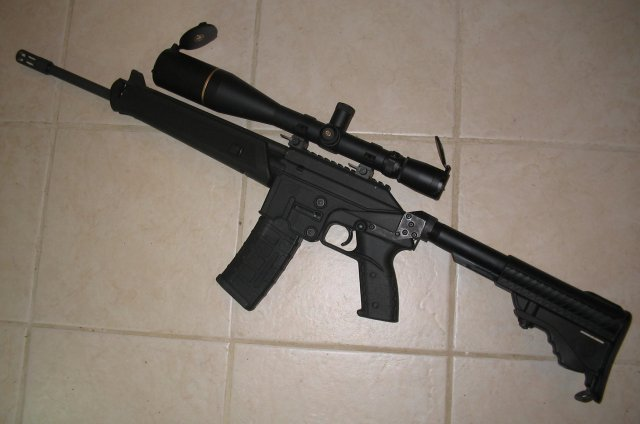
SU-16C以及后来加装的手枪形握把、可伸缩枪托、光学瞄准镜及消焰器

SU-16共有七种衍生型。

### SU-16A
SU-16A有18.4英寸（470 mm）長的枪管，以及類似AK的前方刀片状准星。其机匣上有一条皮卡汀尼导轨，枪托及扳机组可以被折叠至上机匣的下方，枪托的尾部卡在枪管下（在此时武器不能射击）。此枪的护木可以折開成两半，充當两脚架。枪托内为中空，可容纳两个10发弹匣，或一个20至30发弹匣。

### SU-16B
SU-16B跟A型大致相同，但枪管較輕較薄。採用AR-15／M16型的可调整式前准星，以及可调风偏的后照门。有些B型的用戶批评枪管的厚度太薄，不能承受长时间速射。

### SU-16C
SU-16C具備真正的摺叠枪托，朝下摺疊，而不像先前的型号只可折开。為了回應对于B型枪管厚度的批评，C型裝備正常厚度的枪管。其枪口設有螺纹，用于连接各種如消焰器的枪口装置。前方准星被整合至护木前方的导气室上，改為不可拆卸。C型还新增了一个防尘盖，以及可以協助退壳的拉机柄。

### SU-16CA
SU-16CA有着大部份C型的特征，除了把原本能夠真正折叠的枪托换成了A型的“折开”式枪托。當把CA型折开时，将不能再射击。这个改動使得此枪在加利福尼亚法律中不再被认为是 "突击武器"。

### SU-16D
SU-16D是SU-16系列的短枪管型。其枪管短于16寸，故在美国聯邦政府於1968年通過的国家枪械法中被归類为短管步枪。若平民想拥有這些槍械必須经过複雜的申请手续及审核期，还要支付200美元税金。由於配備短枪管，D型没有可以折成两片变为两脚架的护木。除此之外，其大部份特徵与C型一样，包括其可摺叠的枪托。D型與其他型號不同，它有着一具附帶皮卡汀尼导轨的护木。

### SU-16E
SU-16E是自帶手槍型握把的型號。槍管長16英寸，槍口有螺紋，可以裝上制退器或消焰器等。其他配件如皮軌等一如標準型。

### SU-16F
該型為長槍管型，槍管長18.5英寸。該長度是爲了迎合加拿大的槍械法律，半自動槍槍管長在18.5英寸以上則爲非限制級武器。護手為摺叠起來的兩脚架。

## 消费人群及與其他相同武器比较
SU-16常与其他5.56毫米口径半自动步枪，如民用市场里的AR-15和迷你14，以及Saiga 223（AK的民用型）比較。B、C和CA型槍管長16英寸（410 mm），这个长度也是美國国家枪械法对于普通步枪枪管长度的最低限制。由於SU-16可兼容STANAG弹匣，使得市场上的很多弹匣都可以套用在該槍上，特别是高容量弹匣，也可以与其他槍械共用弹匣，故在後勤方面較有利。也因為SU-16的普通型並没有法律上定義的手枪握把，使得該枪不被裁决为“突击武器”。SU-16的所有型號都在出厂时就已經在机匣上端附有皮卡汀尼导轨，用戶不作出任何改裝即可装上各类的的瞄准镜。另外，此枪绝大部分都為塑料制件，因此比相同枪管长度的的Mini-14或AR-15都要轻巧。SU-16的結構相对简单，只有两樣大件，分別是枪機组及机匣。在平常分解时，它只有17个部件。与其他同口径竞争對手相比，SU-16的價錢更加便宜。一把SU-16的價位大約在500—800美元左右，與價位在650—850美元的Mini-14，以及700—1,500美元的AR-15相比下明顯更便宜。